# Haplogrup Q del cromosoma Y humà
L'haplogrup Q del cromosoma Y humà és un haplogrup format a partir de l'haplotip M242 del cromosoma Y humà.
Aquest haplotip conté els ancestres patrilineals de molts siberians i (a través del subgrup Q3) la gran majoria dels pobles indígenes d'Amèrica.
És una branca de l'haplogrup P (M45). Es calcula que va arribar a Sibèria fa aproximadament entre 15.000 i 20.000 anys.
La migració d'Àsia a Alaska a través de l'Estret de Bering la va dur a terme poblacions de l'haplogrup Q fa aproximadament 15.000 anys. Aquesta població fundadira es va disperar per totes les Amèriques.
Un cop a Amèrica, l'haplogrup Q va patir una mutació, produint el Q3 (M3), que és l'haplotip del cromosoma Y de la gran majoria de pobles indígenes d'Amèrica.